# 舟橋蒔絵硯箱
舟橋蒔絵硯箱（ふなばし まきえ すずりばこ）は、本阿弥光悦の作と伝わる江戸時代初期の蒔絵の硯箱。光悦蒔絵の代表作と目されるだけでなく、優れた意匠と技法により日本の古典工芸における特筆すべき傑作と広く認められ、1967年に国宝に指定された。

## 構成
方形の被蓋造で、総高 12.0センチメートル (cm)、蓋縦 24.3 cm、蓋横 23.0 cm、全体重量は300匁（1.125キログラム）程度。
蓋甲が際立って山型に盛り上がり、その甲から左右の側面にかけてやや斜めに幅広の鉛板を嵌め込み、橋を表現している。余地となる部分は金地の蒔絵を施し、橋とほぼ直交するように四隻の小舟を横に連ね、その間を細かい波紋で埋めている。さらにそれらへ、銀製の歌文字を高く嵌め込んでいる。
現在は歌文字の銀が銹化（しゅうか）してやや黒ずんでいるが、制作当初は金・銀・黒の金属のコントラストが鮮やかに映えていたはずである。

### 蓋

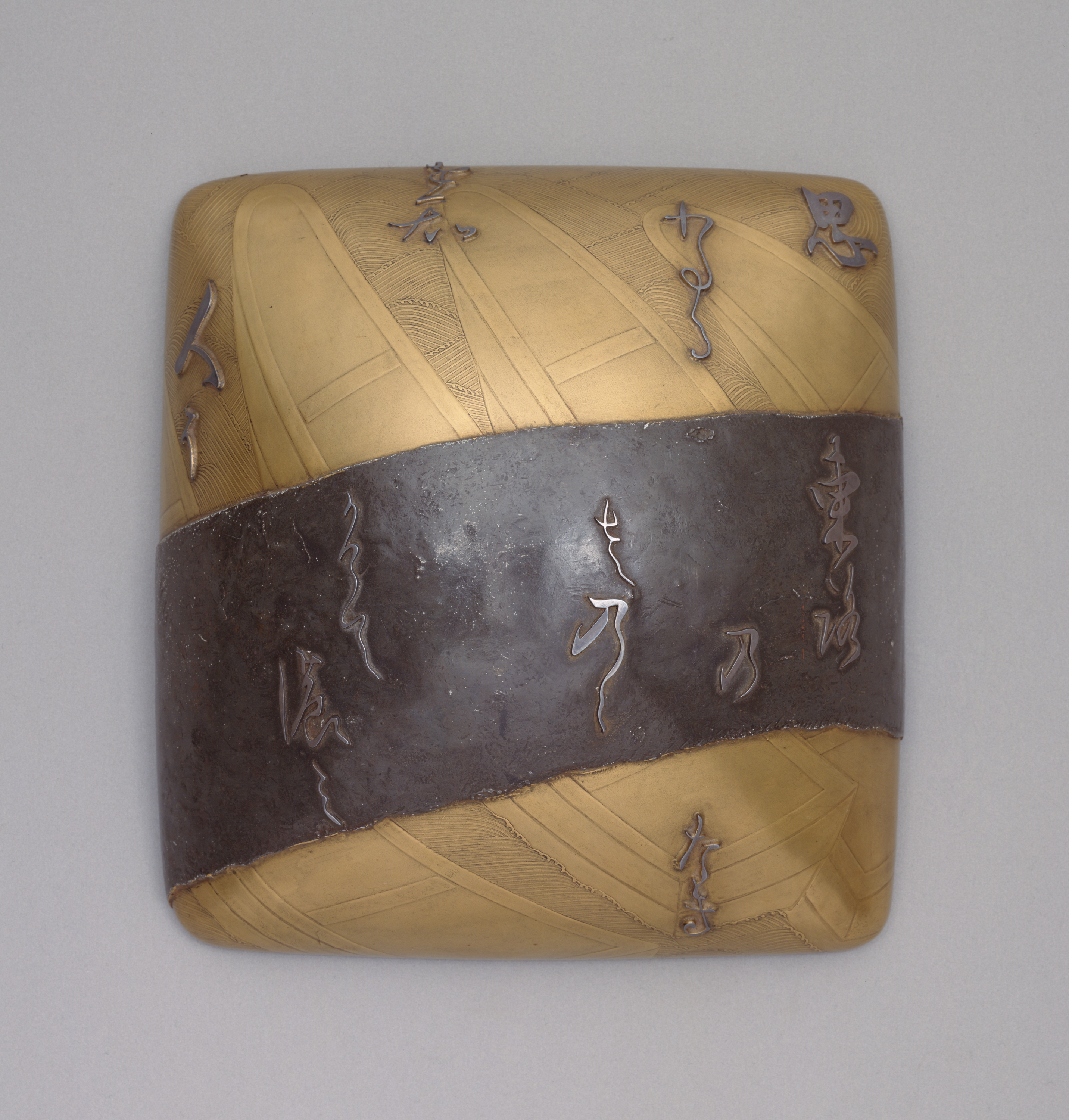
舟橋蒔絵硯箱の蓋

蓋高 9.1 cm。蓋甲を半球状に高くして角を隅丸につくり、この形は「袋形」「山形」とも呼ばれる
木地は木材を鑿や鉋で刳った刳物製（くりものせい）で、裏面は表の曲面どおりに内刳りしてある。まず地粉下地の上へ黒漆で中塗りし、舟の部分は薄肉高蒔絵で漆で薄肉に盛って金粉を蒔き、次いで総体を金の沃懸地としている。さらに波文を金地に金で付描し、その上へ平目粉を蒔いてキラキラ光らせている。舟はややどんよりした調子だが、波文は細かく鮮やかな高低差がついている。蒔絵粉はほぼ球形で粒子が揃っている。
縁の各稜は指をかけやすいよう中央部をわずかに刳って曲線状としている。蓋甲の曲面は掌にちょうどフィットし、触れると肌に快い感触がある。
蓋の裏面は一面無文の金の沃懸地となっており、その奥行きはさながら鉢のようで、吸い込まれるような印象を与える。

#### 鉛板
蓋の上面から両側面、さらに身の側面にかけて、厚さ2ミリメートルの鉛板を嵌入している。
まず鉛板の縁を刃物で切り整え、その鉛板を下地か中塗の上に貼り、表面を金槌で叩いて器形に馴染ませている。その際に鉛板の捲れを直した箇所が所々に見られる。さらに鉛板の縁を錆下地で括ってから、鉛板を避けるように上塗りを施している。経年にもかかわらず鉛に白い腐食が見られないことから、表面に錆び止めの薬剤か漆が塗られている可能性がある。
鉛板の表面には金槌の叩き目が見えて微妙な凹凸が付いており、また縁も粗く断ち切ったようにこしらえて、田舎の橋板の古びた風情を表現している技巧には非凡なものがある。
橋の下に小舟が描かれていることから舟橋の情景と解されるが、大きく山なりとなっている形状から、反りの高い橋の下に小舟がもやっているとも見える。

#### 歌文字

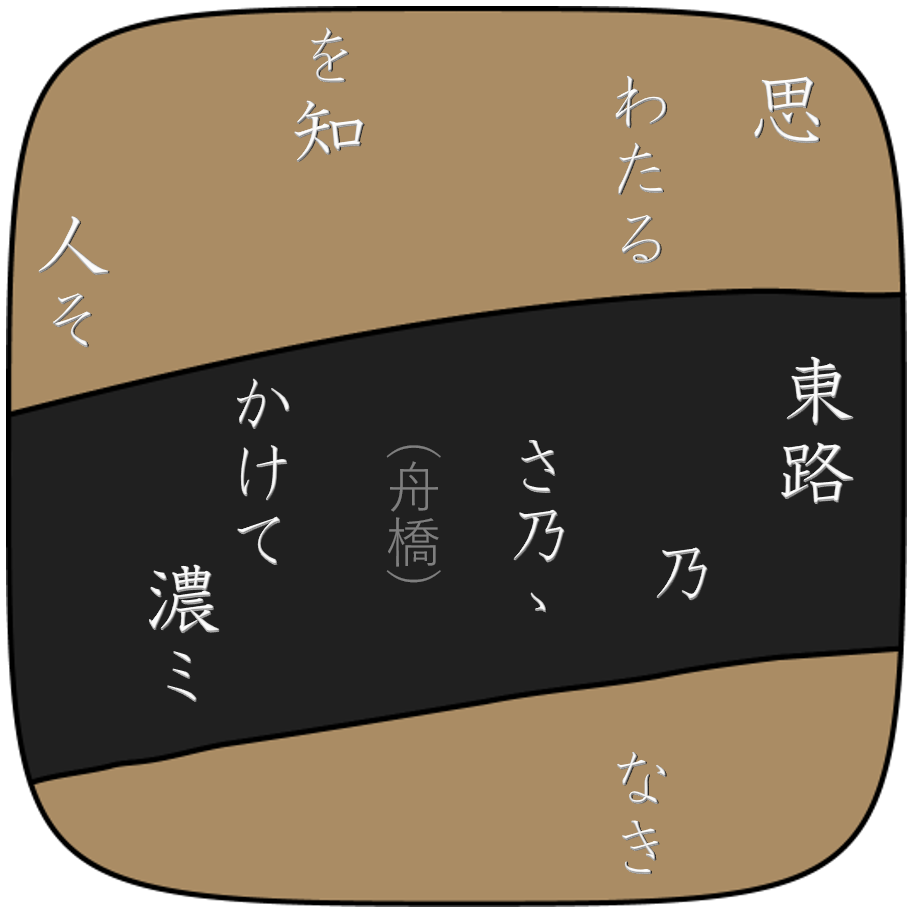
歌文字の配置

蓋甲全体を使って、『後撰和歌集』恋部二に収められた源等の歌「東路の佐野の舟橋かけてのみ 思ひわたるを知る人ぞなき」が銀文字で散らされている。上の句は鉛板の部分に、下の句は上下の金蒔絵の部分に配置されているが、その区別以外は図様にお構いなく、さながら料紙に歌文字を散らした態となっている。また「舟橋」の二文字は鉛の橋を以って言外に示し、省かれている。
歌文字は厚い銀板を切り抜いた銀製金貝で、これを高く嵌め込んでいる。鉛板の部分は文字の形に切り抜いたところへ金貝を嵌め、鉛と金貝の隙間は錆下地で埋めている。蒔絵の部分は中塗面を文字の形に彫り込んだところへ金貝を嵌め、その周囲を錆下地で括ってから金蒔絵を施している。
仮名まじりの草書体は光悦の慶長10年（1605年）頃の書風とみられる。漢字は骨太で大きく、平仮名は細くやや小さめに書かれ、万葉仮名を織り交ぜるなど視覚的なアクセントが付けられている。起筆や跳ねまで丁寧に再現しており、金貝の縁は刀のようにシャープだが全体としては書体の柔らかい味わいが巧みに表現され、金工の技術の高さがうかがえる。

### 身

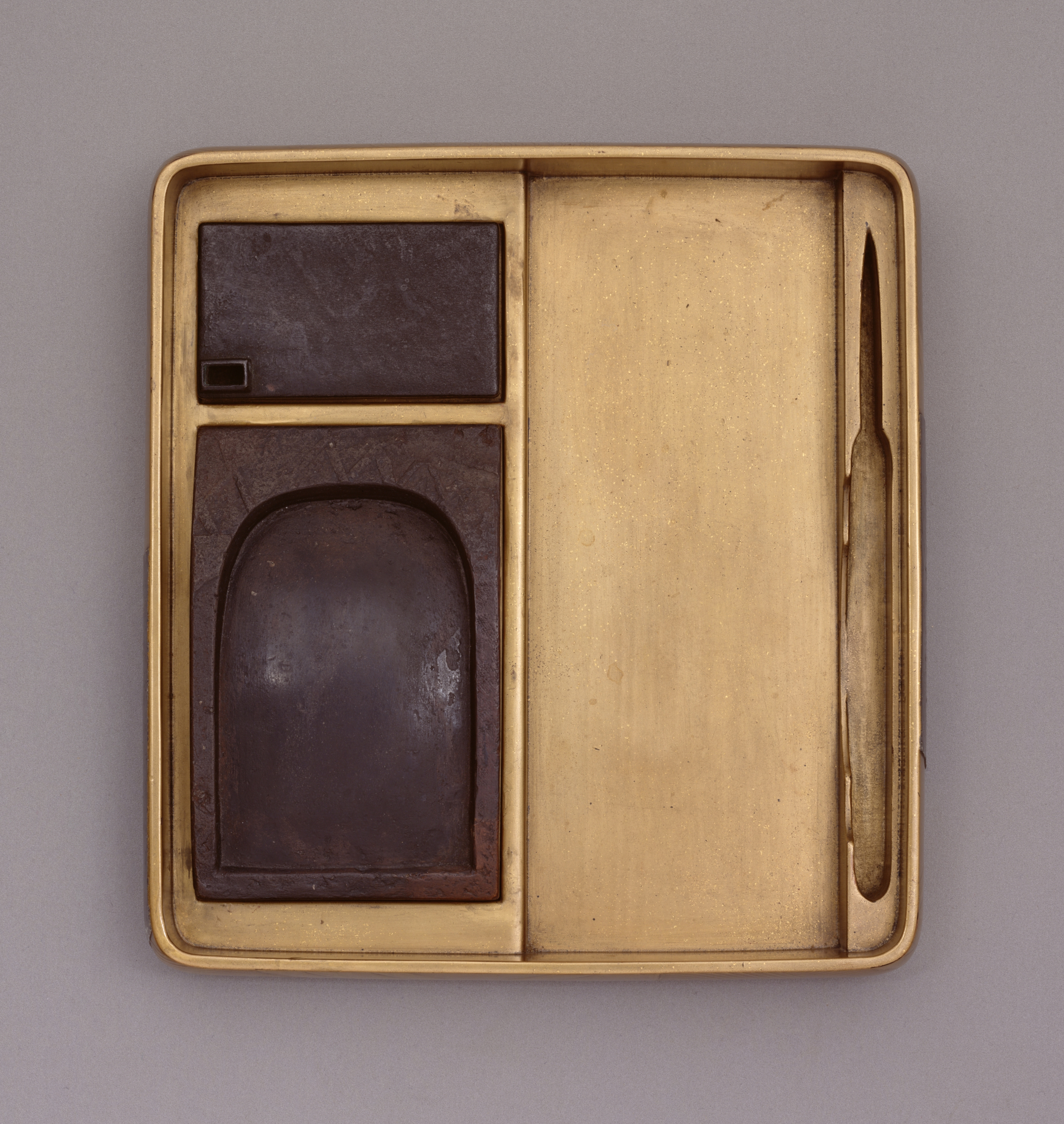
舟橋蒔絵硯箱の身の内部

身高 4.0 cm、身縦 22.6 cm、身横21.1 cm で、通行の硯箱より幅が広く、腰は低い。また側面がふくらみ、しまりがある。側面に意匠が施されているが、内部と底は無文の金の沃懸地となっている。
身の内部は、曲面を多用した蓋とは対照的に直線的な区画構成で、実用本位の作りになっている。まず左右に折半し、左上に銅製の横長の水滴（硯用の水入れ）、左下に金蒔絵を施した赭色の瓦硯（陶製の硯）が収められ、水滴を嵌入させた凹所は浅く、硯の凹所は深い。その右側の一段低いところは筆舟（筆置き）で、さらに右端に料紙を切るための刃子（とうす、小刀）入れを刳りこんでいる。
こうした配置形式は室町時代には見られず、例えば伝統的な形式ではこの筆舟のスペースは懸子を嵌める場所だった。本作品のような様式は光悦が創始したものとして光悦蒔絵の硯箱を特徴づける要素の一つであり、琳派の硯箱でもよくみられる。

## 特徴
本作品は、伝統的な様式を打破した一見して印象に残る奇抜な造形が特徴だが、蒔絵や金工などの技術は極めて高度であり、異なる材料を巧みに組み合わせ細かい神経が行き届いている。桃山時代・江戸時代初期の大らかで豪快な気風を感じさせつつも、和歌に題材を採った歌絵という意匠に王朝文化への憧憬を忍ばせている。
光悦らしい創意として次のような点が挙げられる。

### 蓋の山形

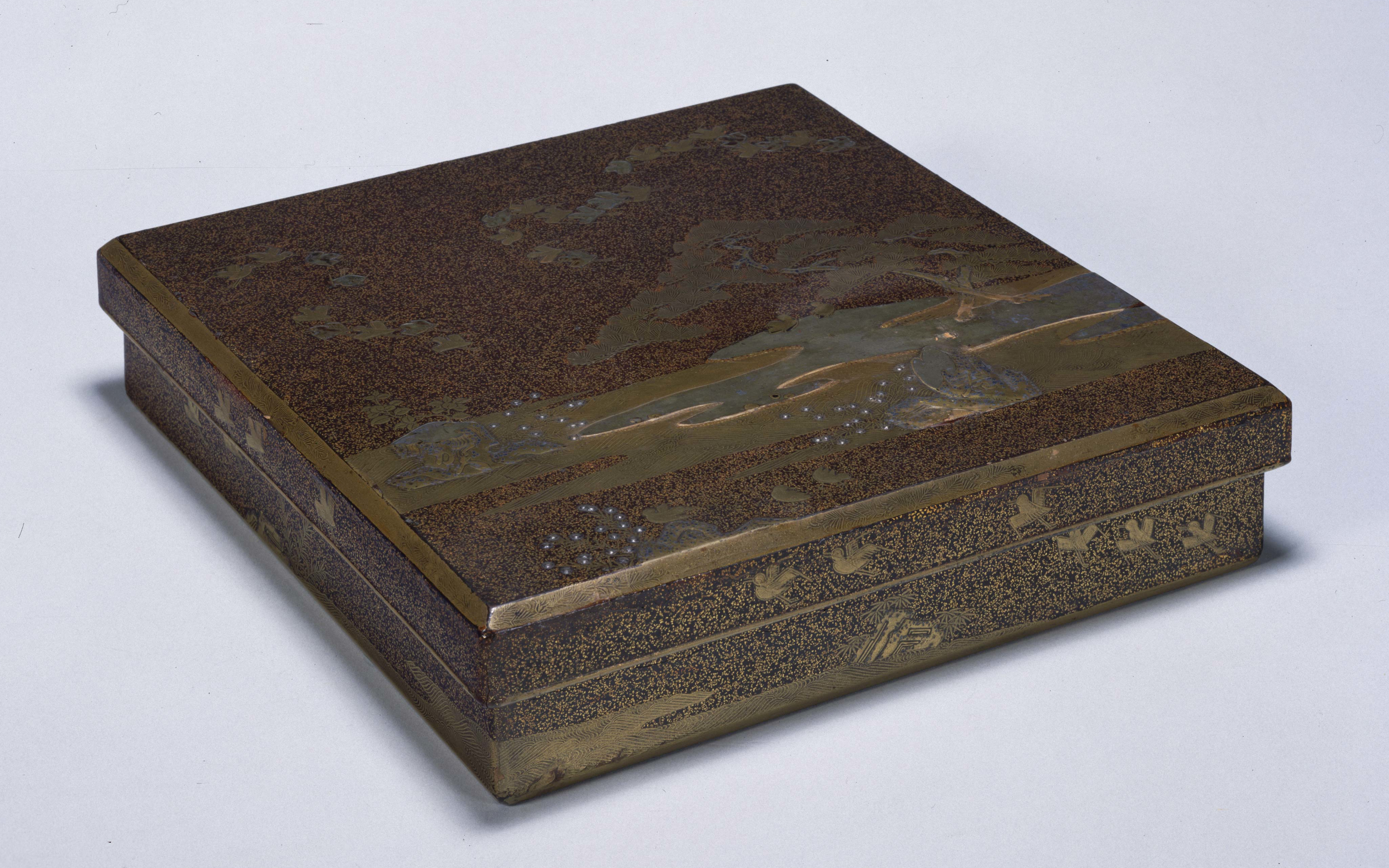
蓋が平らな伝統的な硯箱。（塩山蒔絵硯箱、15世紀）

そもそも硯箱の蓋は古くより平らに作るのが普通であり、硯箱の平らな蓋を裏返して料理や菓子を盛ったり、色紙を載せて差し出したりと、平安時代から「お盆」代わりに使われたほどだった。本作品のように、硯箱の蓋を山なりの姿に作るのは光悦ならではの常識を覆す発想で、当時の人々の目にはかなり型破りに映ったはずであり、明治初年より光悦蒔絵を特徴づけるポイントの一つと認識されてきている。
光悦によるこうした山形の蓋の作品は、蓋甲をゆるやかに膨らませた「橘松竹鶴亀蒔絵硯箱」（1597年）を嚆矢とし、その後「忍蒔絵硯箱」「樵夫蒔絵硯箱」と膨らみ方はエスカレートしてゆき、本作品で最高潮に達した。
この山形の原像は、光悦が1615年（元和元年）に徳川家康から拝領し一家や町衆・工人55戸を引き連れて移り住み一種の芸術村を形成した鷹峯の山並みからとも、「樵夫蒔絵硯箱」の樵夫が祇園会の山車に現われる黒主の寓意と見られることを考え合わせると祇園会の山車の風流造り物に見られる「照り起り」からとも想像されている。立岩 (2000)は本作品の山形と鷹峯の山並み、鷹峯の山並みと照り起りの屋根の、著しい形状の相似を指摘し、こうした「起り」は内から外へ押し上げる力を象徴しているとした。

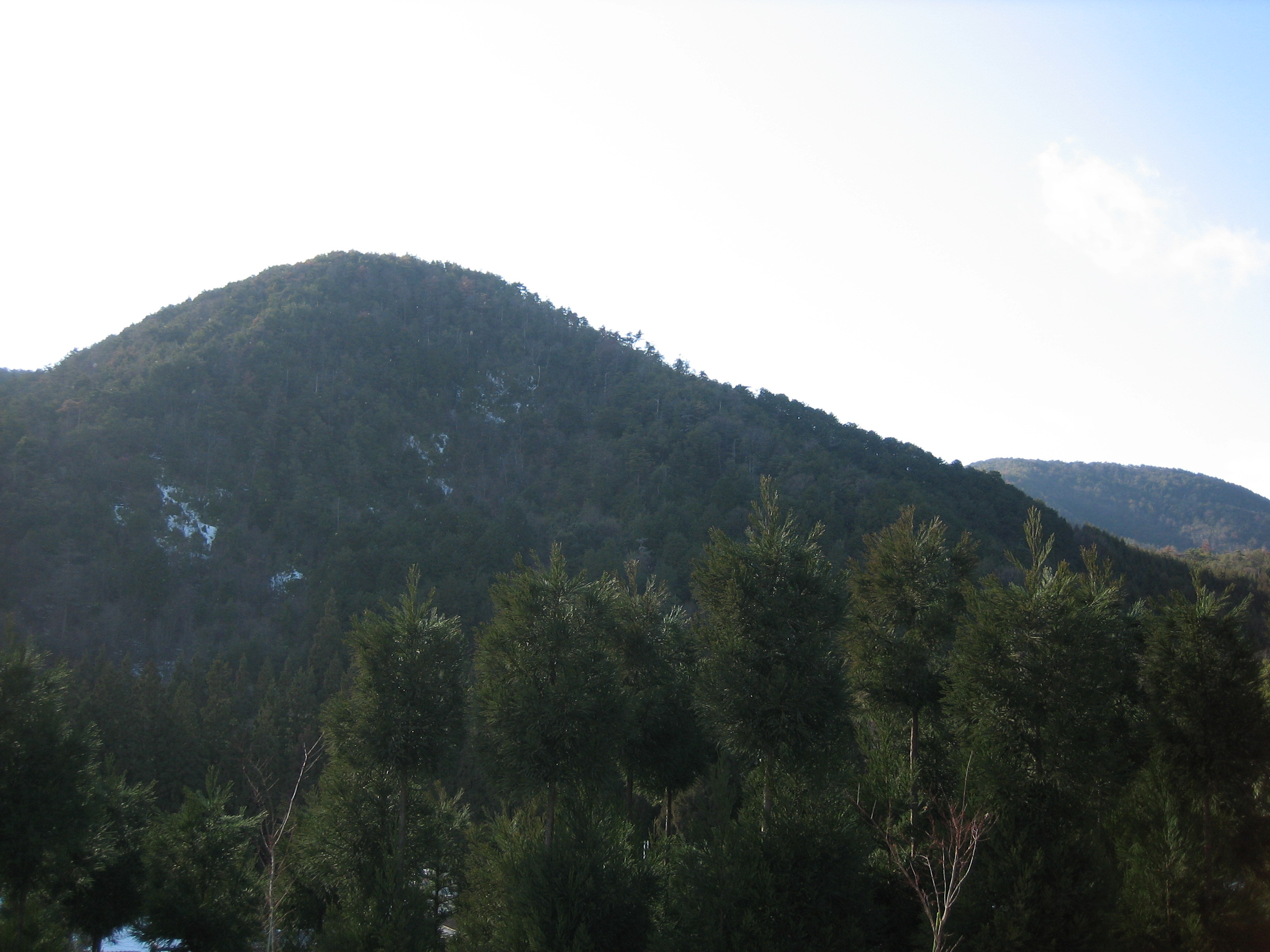
鷹峯の山並み
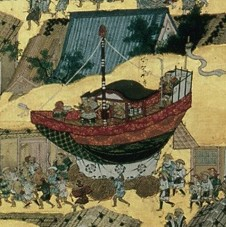
当時の祇園会の山車
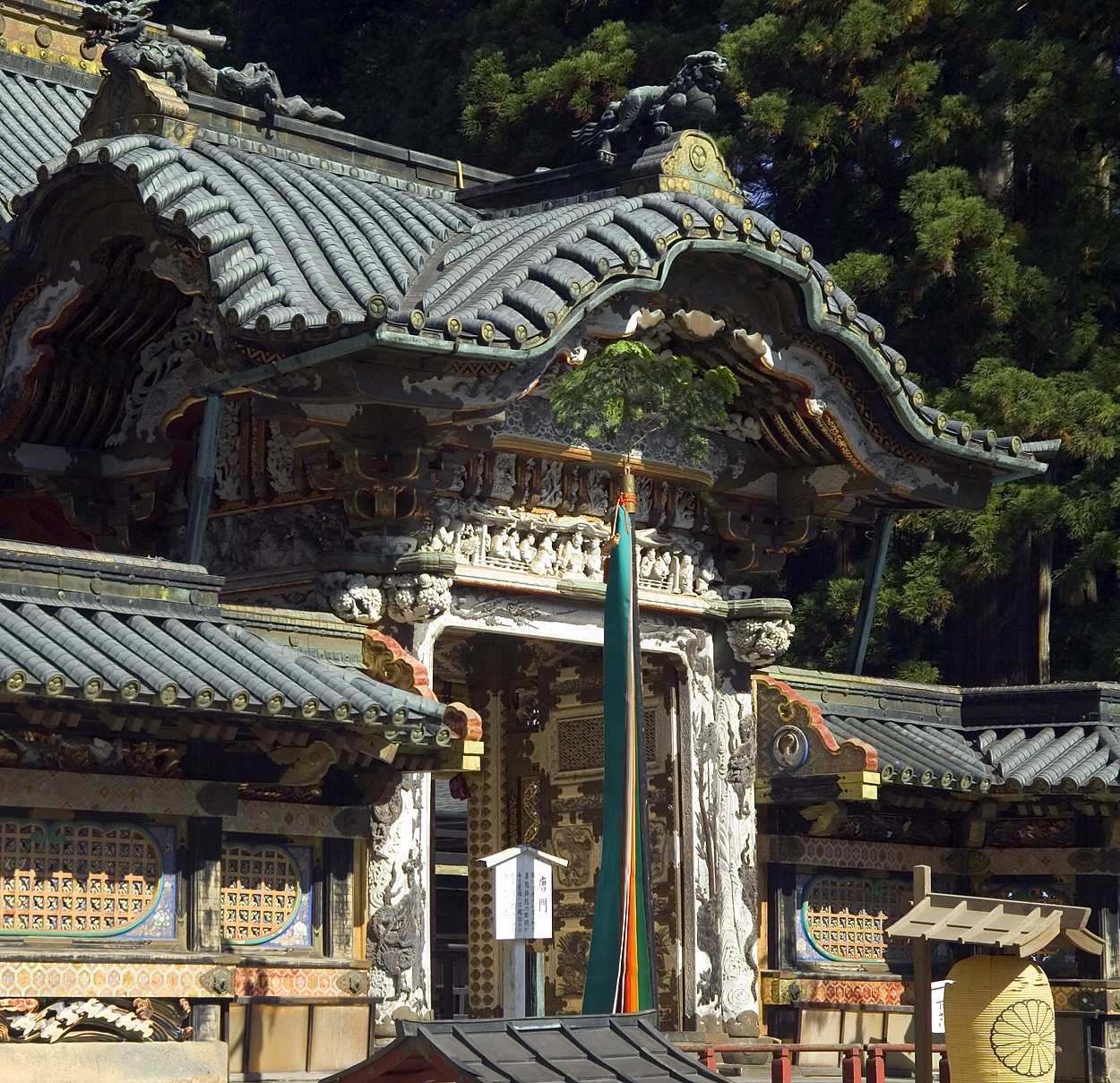
照り起りの屋根の例

### 鉛の使用
本作品のように、鉛板をこれほど大掛かりに漆器へ組み入れる様式は室町時代の硯箱には見られず、光悦の独創的アイデアといえる。この大胆な着想の裏には、若い頃より家職として刀剣の鑑定・研磨・浄拭に研鑽を重ね金属の特質・見せ方を知悉していた光悦の経験があると考えられる。
鉛板が醸す渋い野趣と、華やかで煌びやかな金蒔の組み合わせという趣向は、当時の茶の湯の美学に通じるところがある。鉛板の粗面は琳派の画法に特徴的なたらしこみ法の立体的表現とも言え、俵屋宗達の感化が認められる。また歌文字の「舟橋」を省略して鉛板の橋を以って代えるというコンセプトは、和歌の技法でいう「見立て」に相当するともいえ、古典に通じていた光悦のセンスをうかがわせる。

### 歌文字の扱い

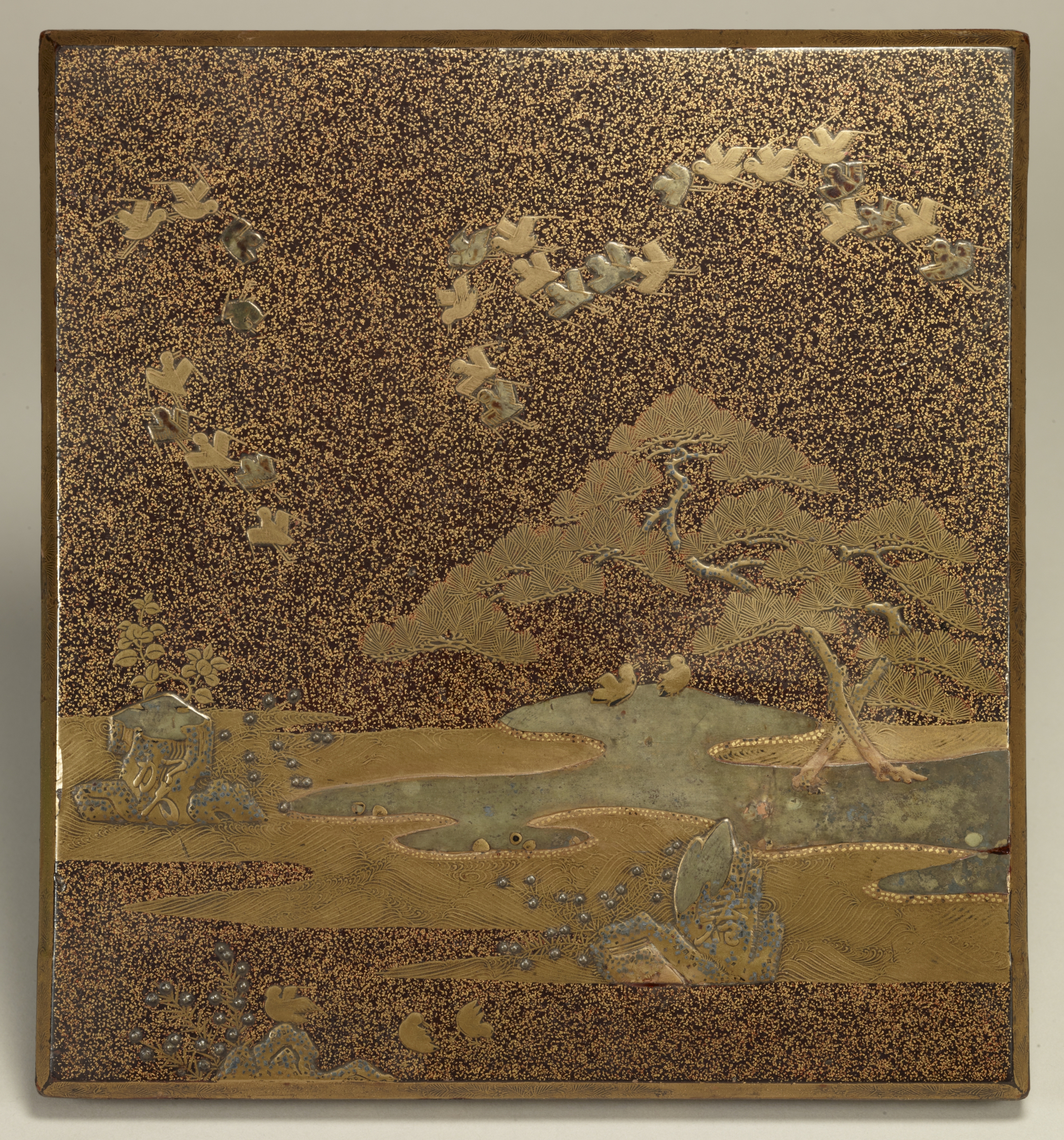
蒔絵の硯箱に施された伝統的な葦手絵の例。（塩山蒔絵硯箱、15世紀）

風景を描いた絵の中に歌文字を変形・絵画化してさりげなく配し、図様と文字の組み合わせで歌意を表現するという、いわゆる葦手絵は平安時代から行なわれていた。蒔絵の図案としては、室町時代から歌文字を木の枝や岩陰に紛れ込ませ判じ絵のようにした歌絵が現れた。しかしそれらにおける歌文字の役割はあくまで、隠し味のように文学的な連想を促し機知的な面白みを表現することだった。本作品はそうした歌絵とは違って「文字そのもの」をデザイン要素としてはっきり前面に出し、タイポグラフィ的に配置した点であまり前例がない。すなわち草仮名が持つ装飾美を強調し図様の中にバランスよく配置することで歌文字を蒔絵の意匠効果の顕著な構成要素となした点で斬新だった。

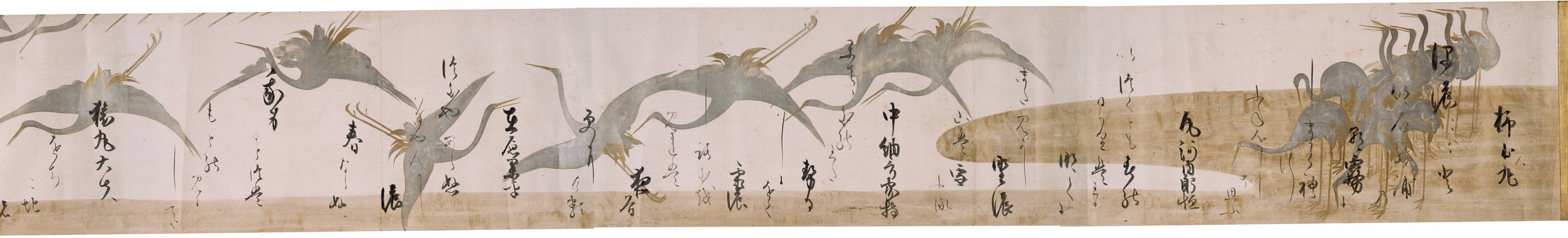
光悦と宗達による『鶴下絵三十六歌仙和歌巻』の一部

このように図様の上に文字を散らし調和美を表現するという造形感覚は、宗達が巻物に絵を描き、その上に光悦が墨で和歌をしたためた一連の和歌巻（わかかん）に通じるものがある。しかし本作品とは違って和歌巻では絵と書の間に内容的なつながりは無く、横長の巻物ならではの絵と書のリズム感という点でも、本作品と和歌巻の間に直接的なアイデアの転移があったとは認めがたい。

### 佐野の舟橋
光悦蒔絵の意匠は古典の物語や和歌に題材を採ったものが多いが、本作品もその例に漏れず、中世の文芸思潮が色濃く反映されていると言える。
蓋にある源等の歌は、『後撰和歌集』のみならず『定家八代抄』『時代不同歌合』などの秀歌選的な作品集にも収められ、当時よく知られた歌だった。
「佐野の舟橋」は中古中世において最も愛好された歌枕のひとつであり、『万葉集』巻十四、相問「上毛野佐野の舟橋取り放し親は離くれど吾は離るがへ」（万葉集三四二九）が本歌である。その場所は栃木県の佐野あるいは群馬県高崎の上佐野の両説あり明確でないが、平安時代には佐野の舟橋の存在や名称は歌人の広く知るところとなり、『枕草子』など多くで言及が見られる。「佐野の舟橋」ははかない恋、頼りない恋路の比喩として恋歌でたびたび使われ、また佐野の舟橋にまつわる舟橋説話も登場し、その説話を下敷きとして世阿弥により成立したのが謡曲『舟橋』である。光悦は若い頃より謡曲を好み、時には他人へ指南するほど造詣が深く、本作品の意匠も謡曲との関連が示唆される。

## 制作
本作品に関しては光悦との関係を直接示す資料は見つかっておらず、光悦が本作品にどのような立場で、どこまで深く関わったかは明確でない。アートディレクターとして自分で具体的な構想を立てて意匠家・蒔絵師・金工などへ指示を出していたか、あるいは単にアイデアやヒントを彼らに与えて後はその意向に任せていたか判然としないが、いずれにせよ光悦の美意識を起点として職人らとの共同作業のすえ完成した作品といえる。
まず蒔絵について、光悦が手づから「不二山」などの楽茶碗を作ったように、光悦が自ら本作品の蒔絵工程をこなしたとは考えられていない。岡田 (1964)は蒔絵の施工者として、同じ京の小川通に住み同じ日蓮信者として近しい関係が推察されることから、五十嵐蒔絵で知られる五十嵐家（その分家に光悦の孫娘が嫁ぎ姻戚関係ともなる）を候補に挙げている。次に下絵について、光悦が多少は画技を嗜んだらしいのは確かだが、その巧拙ははっきりしたところが分かっておらず、本作品の下絵を光悦が描いたとは考えづらい。光悦との関係からして宗達が下絵を描いたことは考えられる。
本作品の当時の需要者としては、意匠が持つ古典文学的背景などからして、京都の上流町衆、それも高い教養を持ち知的な情緒を楽しめるごく一握りが想定される。
制作年代の特定は難しいが、慶長後半もしくはそれ以降の「鹿蒔絵笛筒」「樵夫蒔絵硯箱」よりはさらに後、「芦舟蒔絵硯箱」「左義長蒔絵硯箱」「忍草蒔絵硯箱」「秋草蒔絵謡本箪笥」「小倉山蒔絵手文庫」よりは前、「竹蒔絵硯箱」と同時期と推測される。歌文字の書風は慶長半ばのものだが、作品全体の作行からするとそこまで遡るとは考えづらく、書体だけ遅れて取り入れたものと見られる。
なお、精巧過ぎるなどの点から尾形光琳による模作とする説もあり、すなわち1714年（正徳4年）5月13日の京都における貨幣改鋳事件での欠所競売目録に見える「光琳『舟橋硯箱』」こそ本作品だとするものである。

## 影響
本作品や「住江蒔絵硯箱」「葱蒔絵硯箱」のように、鉛や錫のような鈍重な素材を巧みに蒔絵へ組み入れて装飾的効果をあげるという光悦の斬新な工夫は、当時の漆工芸界に大きな衝撃を与え、その後の江戸期の蒔絵を大きく進歩させる契機のひとつとなった。本作品を模した光悦風蒔絵も流行し、例えば光琳の「住之江蒔絵硯箱」（重文、静嘉堂文庫美術館）は、箱蓋裏に光琳自ら「鷹峯大虚庵住物、光悦造以写之、法橋光琳」と記し、鉛板の大胆な使用や歌文字を蓋甲全体へ散らす意匠などからして、私淑していた光悦の本作品を強くオマージュしていることがうかがえる。
大正期の京都蒔絵界を代表する蒔絵作家の戸嶋光孚は光悦の蒔絵について次のように述べている。

## 由来
この作品は1878年5月25日に京都の山田茂兵衛より買い上げて東京帝室博物館に納められ、波に舟橋を蒔絵していることから「舟橋蒔絵硯箱」と命名された。1888年の美術展の目録では「博物館 本阿彌光悦作 ○船橋」（○は人頭に工）という名で見られる。
1957年6月18日に「舟橋蒔絵硯箱 一合」として重文指定を受けた。1967年6月15日には「舟橋蒔絵硯箱 本阿弥光悦作 一合」として国宝指定を受けた。国宝指定審議会において審議委員の松田権六は「『舟橋硯箱』の形態は強烈な独創性に溢れ …（中略）… 銘がなくとも、光悦作として間違いないのでないか」との見解を示し、審議会の全員がこの意見を容れて「本阿弥光悦作」と名称に加えることとした。確証が無いまま専門家の鑑定にのみ依拠して漆工品の国宝名に作者の名が付されたのはこれが初のケースである。
本作品は現在、国立文化財機構の所有として東京国立博物館に収蔵されている。